# Glaphyra luculenta
Glaphyra luculenta är en skalbaggsart som beskrevs av Holzschuh 2008. Glaphyra luculenta ingår i släktet Glaphyra och familjen långhorningar.
Artens utbredningsområde är Laos. Inga underarter finns listade i Catalogue of Life.